# رفقای خوب
رفقای خوب (به انگلیسی: Goodfellas) یک فیلم درام و جنایی به کارگردانی مارتین اسکورسیزی، محصول سال ۱۹۹۰ کمپانی آمریکایی برادران وارنر است. فیلم براساس کتابی به نام Wiseguy (اصطلاح عامیانه‌ای که به اعضای مافیا می‌گفتند) نوشتهٔ نیکولاس پیلگی، گزارشگر جنایی نیویورک ساخته شده‌ است.

## داستان
داستان بر اساس زندگی واقعی و رویدادهای حقیقی هنری هیل، گنگستر مخوف سابق را روایت می‌کند. هنری از کودکی آرزو داشته یک گانگستر شود به‌طوری‌که گانگستر شدن را از رئیس‌جمهور آمریکا شدن بهتر می‌دانست. هنری جوان به عنوان صرفاً یک پیشخدمت و راننده برای سازمان جنایی نزدیک محله‌شان در بروکلین به نام دارودستهٔ سیسرو، وارد گروه آن‌ها شده و با کمک دو تن از دوستانش به نام‌های جیمی (رابرت دنیرو) و تامی (جو پشی) به‌طور رسمی وارد گروه می‌شود. هنری یک بار به جهت فروختن سیگار دستگیر می‌شود ولی در دادگاه هیچ حرفی از خانوادهٔ جنایی سیسرو نمی‌زند. سیسرو نیز در این فاصله قاضی دادگاه را همدست خود کرده و هنری آزاد می‌شود. او که نزد همه محبوبیت پیدا کرده، در انجام یک دزدی از یک فرودگاه شرکت می‌کند. بعد از ازدواج هنری با دختری به نام کارن، در ۱۱ جوئن سال ۱۹۷۰، او و تامی و جیمی یکی از رئیس‌های گروه جنایی دیگری را به نام بتس، می‌کشند و آن را در اطراف یک جاده دفن می‌کنند.
هنری سپس به مواد مخدر معتاد می‌شود و بعد از رابطه با معشوقه تازه‌اش جنیس و چندین دعوا با کارن، برای پس گرفتن پولی از قماربازی که باخته همراه جیمی به فلوریدا اعزام می‌شود. اما فردی که آن‌ها تهدید می‌کنند، خواهرش تایپیست اف‌بی‌آی از آب در می‌آید. هنری و جیمی به همراه پالی و برادر فرد قمارباز و تمام افراد دیگر سیسرو، دستگیر می‌شود و بعد از اینکه همگی از زندان آزاد می‌شوند نقشه‌ای می‌ریزند تا بزرگترین سرقت تاریخ آمریکا (معروف به دستبرد لوفتانزا) را بکنند. (هر چند خود هنری در این دزدی نقشی نداشته و هیچ صحنه‌ای از خود این واقعیت تاریخی در فیلم نشان داده نمی‌شود)
بعد از موفقیت دزدی بزرگ و کشتن کسانی که ردی از دزدی به جا گذاشته‌اند یا در حین سرقت اشتباهاتی مرتکب شدند، هنری بدون مشورت با رئیسش پالی به کمک جیمی و تامی وارد کار مواد مخدر می‌شود و بعد از مدتی کار، تامی به عنوان سردستهٔ جدید گروه انتخاب می‌شود. اما در بعد از ظهر همان روز، توسط کسانی که به خاطر قتل بتس مأمور شده‌اند، انتقامشان را از تامی می‌گیرند و او را ترور می‌کنند.
در حالی که تمامی اعضای سیسرو ترسیده‌اند و دیگر به هم اعتماد ندارند، هنری سر فروختن مواد مخدر، دستگیر می‌شود. دیگر کسی به او کمک نمی‌کند و بعد از آزادی موقتش، همه از جمله جیمی، قصد کشتن او و زنش را می‌کنند. وقتی او از پالی کمک می‌خواهد پالی هم به او پشت می‌کند. در چنین شرایطی هنری دست به دامان پلیس می‌شود و تمام افراد سیسرو، تمام کارهایی را که کردند و افرادی را که کشتند را لو می‌دهد و قاضی هم او را از حکم اعدام می‌بخشد و به نقطه‌ای دور تبعید می‌کند. این گونه است که هنری کسانی که خود را دوست او معرفی می‌کردند و در آخر قصد جان او را داشتند را برای این که، به جز تمام آن آزادی‌های گذشته، فقط بخواهد زنده بماند آن‌ها را به پلیس می‌فروشد ولی خود بقیه زندگیش را مثل یک شهروند معمولی می‌گذراند.

## بازیگران
- رابرت دنیرو در نقش جیمی کانوی
- ری لیوتا در نقش هنری هیل
- جو پشی در نقش تامی دوویتو
- لورین براکو در نقش کارن هیل
- پل سوروینو در نقش پل سیسرو
- چاک لاو در نقش موریس کسلر
- فرانک دیلئو در نقش تادی سیسرو
- فرانک سیورو در نقش فرانکی کاربن
- تونی دارو در نقش سونی بانز
- فرانک وینسنت در نقش بیلی بتز
- ساموئل ال. جکسون در نقش پارنل ادوارد
- مایک استار در نقش فرنچی
- دبی مازار در نقش سندی
- کاترین اسکورسیزی در نقش مادر تامی دوویتو
- پل هرمن در نقش دیلر
- مایکل امپریولی در نقش اسپیدر
- تونی سیریکو در نقش تونی استاکس
- ایلیانا داگلاس در نقش دوست دختر تامی
- تونی لیپ در نقش فرانکی
- کوین کوریگان در نقش مایکل هیل
- توبین بل در نقش مأمور پارول
- هنی یانگمن در نقش خودش
- ویتو آنتوئوفرمو در نقش مبارز بوکس

## جوایز

### اسکار
- برنده اسکار بازیگر نقش مکمل مرد برای جو پشی
- برنده رکورد آور ۳ جایزه مهم بهترین کارگردانی و بهترین فیلم منتقدان و بهترین فیلم تماشاگران جشنواره ونیز برای مارتین اسکورسیزی
- برنده رکوردآور ۳ جایزه بهترین فیلم، کارگردانی و فیلم‌نامه مراسم بفتا برای مارتین اسکورسیزی

### نظر منتقدین
منتقدین فیلم را بسیار ستایش کردند و از رفقای خوب به عنوان تنها نمونه متمایز گنگستری از پدرخوانده که این فیلم را به چالش می‌کشید نام بردند. راجر ایبرت بزرگترین منتقد معاصر آمریکایی به این فیلم چهار ستاره داد و آن را بهترین فیلم جنایی تاریخ سینما معرفی کرد. مجلهٔ توتال دومین مجله مهم و پرفروش سینمایی بریتانیا فیلم رفقای خوب را بهترین فیلم تمام دوران نامیده‌است و فیلم در دیگر مجله معروف سینمای دنیا امپایر در میان لیست ۵۰۰ فیلم برتر تاریخ سینما، جایگاه ششم را بدست آورده‌است. فیلم در وبسایت مهمترین منبع و مرجع نقدهای منتقدین سینما بر فیلم گوجه فرنگی‌های گندیده آمار فوق‌العاده ۹۷ درصد را بدست آورده‌است و آن را بهترین فیلم دهه ۱۹۹۰ آمریکا معرفی کرده‌اند. همچنین مؤسسه فیلم آمریکا مرجع انتخاب بهترین‌های تاریخ سینما، در سال ۲۰۰۷ و در میان لیست صد فیلمش که در این لیست ۱۰ فیلم برتر ۱۰ ژانر معرفی می‌شوند، رفقای خوب را نودودومین فیلم گانگستری برتر تاریخ بعد از همشهری کین و پدرخوانده معرفی کرده‌است. در مجموع رسانه‌ها، رفقای خوب را یکی از میراث اصلی تاریخ سینما معرفی کرده‌اند. به عقیدهٔ بسیار از مجلات سینمایی، رفقای خوب بهترین اثر مارتین اسکورسیزی است.

## نکاتی دربارهٔ فیلم
- این فیلم موسیقی متن جدایی برای خود ندارد و موسیقی متن آن از مجموع چند آهنگ که توسط اسکورسیزی انتخاب شده‌اند تشکیل شده‌است. با این حال، فیلم بر روی کتاب صوتی عرضه شده‌است.
- محل فیلمبرداری فیلم کاملاً حقیقی است. از جمله رستوران سیسرو و خانهٔ کودکی هنری هیل همگی در مکان‌های واقعی فیلمبرداری شده‌اند.
- جو پشی به هنگام گرفتن جایزه فقط گفت: این جایزهٔ من بود… ممنونم.  این یکی از کوتاه‌ترین نقل قول‌های تاریخ اسکار است و وقتی دلیل این حرف کوتاه را از پشی پرسیدند او گفت که هیچ جمله‌ای آماده نکرده بود چون فکر نمی‌کرد برنده شود.
- در سرقت بزرگ از بانک، از مبلغ ۶۰۰۰۰ دلار، ۳۲۰۰ دلار به هنری هیل رسید.
- در فیلم رفقای خوب، شخصیت‌ها ۳۰۰ بار از کلمهٔ "fuck" استفاده می‌کنند که برای یک فیلم، بسیار زیاد است.
- رفقای خوب سه بار بر روی دی وی دی عرضه شد. یکی در همان سال ۱۹۹۰، یکی در سال ۲۰۰۰ و دیگری که به همراه بلو-ری در سال ۲۰۱۰ پخش شد.